# José Alcalá Galiano
José Alcalá Galiano y Fernández de las Peñas, conde de Torrijos (Madrid, 1843 - 1919), fue un escritor, poeta y humorista español.

## Biografía
Progresista y librepensador, trabajó como diplomático y traductor (fue uno de los primeros en divulgar en España la obra del conde Giacomo Leopardi). Colaboró entre otras en la Revista Europea (1874-1880). Escribió algunas zarzuelas y también novelas y cuentos (casi siempre para revistas contemporáneas).

## Obras
- Lamartine, considerado como poeta lírico.
- Poetas Líricos del siglo XIX.
- Memoria del excelentísimo señor don José Alcalá Galiano acerca de los servicios que en el desempeño de su carto pueden prestar los cónsules para mayor seguridad del comercio de libros y obras artísticas, y planteamiento del giro consular entre los estados hispanoamericanos y España.
- Panoramas orientales: impresiones de un viajero-poeta: Conferencia dada en el Ateneo Científico, Literario y Artístico de Madrid, el 7 de mayo de 1894 Madrid: Tip. de los hijos de M. G. Hernández, 1894.

### Narrativa
- La bruja del ideal. Cuento soñado, Madrid, 1896.
- La media naranja. (1869)
- El túnel
- El último vals. Madrid, 1895.
- Las diez y una noches. Cuentos occidentales. Valencia, 1906.

### Poesías
- Aparición
- Estereoscopio social. Colección de cuadros contemporáneos fotografías, acuarelas, dibujos, estampas, caricaturas, grupos, bustos, agua-fuertes, bocetos, vistas, paisajes, bodegones, camafeos, etc., etc. : tomados del natural y puestos en verso satírico-humorístico. Madrid: J. Noguera, 1872. Prólogo de Benito Pérez Galdós.
- Facettes. Chants de L'Exil, Paris, Imprimerie Lamaignère, 1901.

### Teatro
- Con Eufemiano Lorenzo Jurado, El aire de una mujer, 1871.

### Traducciones
- Poemas dramáticos de Lord Byron: Caín. Sardanápalo. Manfredo. (1886)
- Manfredo de Lord Byron (1861).
- Sardanapolo, Madrid, 1886.
- Cain: misterios del Antiguo Testamento, de Lord Byron, Imp. de S. Landáburu, 1873
- La trágica historia del Doctor Fausto por Christopher Marlowe; Madrid, V. Suárez, 1911.